# Onthophagus nurestanicus
Onthophagus nurestanicus es una especie de insecto del género Onthophagus, familia Scarabaeidae, orden Coleoptera.

Fue descrita científicamente por Kabakov en 1982.